# Улусарка
Улуса́рка (Улуса́ровка) — посёлок при станции в Липецкой области России. Расположен в анклаве Задонского района на территории Елецкого района. Входит в Тимирязевский сельсовет.

## География
Расположен примерно в 15 км к юго-востоку от Ельца и в 2 км к западу от пересечения автомагистрали «Дон» с автодорогой Орёл — Тамбов.

## История
Посёлок у станции Улусарка возник в 1898 году. Сама железнодорожная линия Елец — Касторное построена здесь в 1896 году.
В 1977 году в посёлке был построен элеватор.

## Население
| 2010 |
| ---- |
| 312  |

## Инфраструктура
ФАП